# Max Lehrs

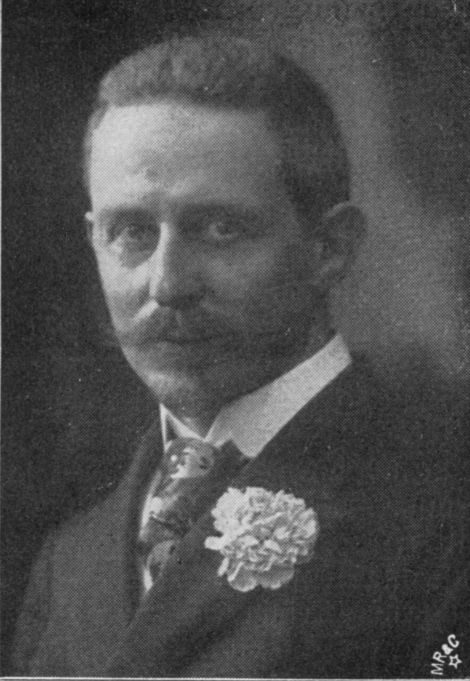
Max Lehrs, 1904

Max Peter Lehrs, född 24 juni 1855, död 12 november 1938, var en tysk konsthistoriker.
Lehrs var främst verksam som chef för kopparstickskabinettet i Dresden och blev den främste kännaren av 1400-talets grafiska konst. Hans stora verk var Geschichte und kritischer Katalog des deutschen, niederländischen und französischen Kupferstiches des 15. Jahrhunderts (7 band, 1908-30). Lehrs konsthistoriska uppsatser utgavs 1924 under titeln Gesammeltes.